# Список книг по Forgotten Realms
По миру «Forgotten Realms» написано более трёхсот художественных произведений. Данный список включает в себя названия большей их части.
В квадратных скобках даны название и год издания книги в издательском центре «Максима», официально выпускающем книги по «Forgotten Realms» на русском языке.
Август 2014 г. — «Издательство Фантастика Книжный Клуб» получило разрешение на публикацию в России книг и комиксов Forgotten Realms и DragonLance.
Возле книг, имеющих лишь фанатский перевод, сделана соответствующая пометка. Эти переводы сейчас делает только одна команда переводчиков.
Их контакты:
Группа в ВК https://vk.com/abeir_toril
Сайт с переводами https://www.abeir-toril.ru/
Форум http://shadowdale.ru/

## Серии книг о Дзирте До'Урдене (Drizzt Do'Urden) в порядке прочтения
- Тёмный Эльф (The Dark Elf Trilogy)
- Долина Ледяного Ветра (The Icewind Dale Trilogy)
- Наследие Дроу (Legacy of the Drow)
- Пути Тьмы (Paths of Darkness)
- Клинки Охотника (The Hunter’s Blades Trilogy)
- Превращения (Transitions Trilogy)
- Невервинтер (Neverwinter)
- Раскол (The Sundering)
- Кодекс компаньона (The Companion’s Codex)
- Возвращение домой (The Homecoming)
- Поколения (Generations)
- Путь дроу (The Way of the Drow)

Читайте также:
- Наёмные Мечи (The Sellswords Trilogy)

## Роберт Сальваторе
Трилогия «Долина Ледяного Ветра» (The Icewind Dale Trilogy)
- Кристальный Осколок (The Crystal Shard), 1988 [Магический кристалл, 2005]
- Серебряные Потоки (Streams of Silver), 1989 [Серебряные стрелы, 2004]
- Драгоценность Халфлинга (The Halfling’s Gem), 1990 [Проклятие рубина, 2006]

Трилогия «Тёмный эльф» (The Dark Elf Trilogy)
- Родина (Homeland), 1990 [Отступник, 2004]
- Изгнанник (Exile), 1990 [Изгнанник, 2004]
- Присутствие (Sojourn), 1991 [Воин, 2004]

Тетралогия «Наследие Дроу» (Legacy of the Drow)
- Наследие (The Legacy), 1992 [Тёмное наследие, 2005]
- Беззвёздная Ночь (Starless Night), 1993 [Беззвёздная ночь, 2005]
- Осада Тьмы (Siege of Darkness), 1994 [Нашествие Тьмы, 2005]
- Путь к Рассвету (Passage to Dawn), 1996 [Путь к рассвету, 2005]

Тетралогия «Пути Тьмы» (Paths of Darkness)
- Незримый Клинок (The Silent Blade), 1998 [Незримый Клинок, 2005]
- Хребет Мира (The Spine of the World), 1999 [Хребет Мира, 2005]
- Служитель Осколка (Servant of the Shard), 2000 (Позже перенесена в трилогию «Наёмные Клинки») [Служитель кристалла, 2005]
- Море Мечей (Sea of Swords), 2001 [Море Мечей, 2005]

Трилогия «Клинки Охотника» (The Hunter’s Blades Trilogy)
- Тысяча Орков (The Thousand Orcs), 2003 [Тысяча орков, 2005]
- Одинокий Дроу (The Lone Drow), 2003 [Одинокий эльф, 2006]
- Два Меча (The Two Swords), 2004 [Два меча, 2006]

Трилогия «Превращения» (Transitions Trilogy)
- Король Орков (The Orc King), 2007 [Король Орков, 2008]
- Король Пиратов (The Pirate King), 2008 [Король Пиратов, 2010]
- Король Призраков (The Ghost King), 2009 [Король Призраков, 2010]

Трилогия «Наёмные Мечи» (The Sellswords Trilogy)
- Служитель Кристалла (Servant of the Shard), 2000 (Изначально была в тетралогии «Пути Тьмы») [Служитель Кристалла, 2005]
- Обещание Короля-Ведьмака (Promise of the Witch-King), 2005 [Заклятие Короля-Колдуна, 2007]
- Дорога Патриарха (Road of the Patriarch), 2006 [Дорога Патриарха, 2008]

Тетралогия «Невервинтер» (Neverwinter)
- «Гаунтлгрим» (Gauntlgrym, 2012) — переведено «Фантастика СПб» [2012]
- «Невервинтер» (Neverwinter, 2011) — переведено «Фантастика Книжный Клуб» [2014]
- «Коготь Шарона» (Charon’s Claw, 2012) — переведено «Фантастика Книжный Клуб» [2015]
- «Последний Порог» (The Last Threshold, 2013) — переведено «Фантастика Книжный Клуб» [2015]

Далее по сюжету идёт книга из серии Раскол (The Sundering)
- Компаньоны (Companions), 2013 — [переведено «Фантастика Книжный Клуб» в 2015]

Трилогия «Кодекс Компаньонов» (Companions Codex)
- Ночь Охотника (Night of the Hunter), 2014 — [переведено «Фантастика Книжный Клуб»]
- Рассвет Короля (Rise of the King), авг 2014 — [переведено «Фантастика Книжный Клуб»]
- Месть железного дварфа (Vengeance of the Iron Dwarf), март 2015 — [переведено «Фантастика Книжный Клуб»]

Трилогия «Возвращение домой» (Homecoming)
- Архимаг (Archmage), сен 2015 г. —  [переведено «Фантастика Книжный Клуб»]
- Маэстро (Maestro), апр 2016 г.  — [переведено «Фантастика Книжный Клуб»]
- Герой (Hero), окт 2016 г.  — [переведено «Фантастика Книжный Клуб»]

Трилогия «Поколения» (Generations)
- Вне Времени (Timeless), сен 2018 г.  — [переведено «Фантастика Книжный Клуб»]
- Без границ (Boundless), сен 2019 г.  — [переведено «Фантастика Книжный Клуб»]
- Без пощады (Relentless), июль 2020 г.  — переведено фанатами

Трилогия «Путь дроу» (The Way of the Drow)
- Звёздный анклав (Starlight Enclave), авг 2021 г.  — переведено фанатами
- Край ледника (Glacier's Edge), авг 2022 г.  — переведено фанатами
- Воин Ллос (Lolth's Warrior), авг 2023 г. — переведено фанатами

Серия «Клерик» (Cleric Quintet)
- Церковная Песнь (Canticle), 1991 [Гимн Хаоса, 2005]
- В Лесных Тенях (In Sylvan Shadows), 1992 [Серебристые тени, 2006]
- Ночные Маски (Night Masks), 1992 [Ночные Маски, 2006]
- Павшая Крепость (The Fallen Fortress), 1993 [Павшая крепость, 2006]
- Проклятие Хаоса (The Chaos Curse), 1994 [Проклятие Хаоса, 2007]

Серия «Камень Тиморы» (Stone of Tymora) / Соавтор: Джено Сальваторе (сын)
- Попутчик (The Stowaway), 2008 — переведено фанатами
- Маска тени (The Shadowmask), 2009 — переведено фанатами
- Стражи (The Sentinels), 2010 — переведено фанатами

## Кейт Новак,Джефф Грабб
Трилогия «Путеводный камень» (Finder’s Stone Trilogy)
- Лазурные Оковы (Azure Bonds), 1988 [Лазурные Оковы, 1997]
- Шпора Дракона (The Wyvern’s Spur), 1990 [Шпора Дракона, 1997]
- Песнь Сауриалов (Song of the Saurials), 1991 [Песнь Сауриалов, 1997]

## Дуглас Найлз
Муншае (Moonshae Trilogy)
- Тёмные Силы над Муншае (Darkwalker on Moonshae), 1987 [Мир и семья, 1993, издательство «Сфинкс»]
- Чёрные Волшебники (Black Wizards), 1988 [Мир и семья, 1994, издательство «Сфинкс»] (первая часть вместе с первой книгой и вторая со второй книгой)
- Тёмный Источник (Darkwell), 1989 [Мир и семья, 1994, издательство «Сфинкс»]

Дом Друида (Druidhome Trilogy) — продолжение трилогии Муншае (Moonshae Trilogy)
- Пророк Муншае (Prophet of Moonshae), 1992
- Коралловое королевство (The Coral Kingdom), 1992
- Королева друидов (The Druid Queen), 1992

Мацтика (The Maztica Trilogy)
- Железный шлем (Ironhelm), 1989
- Рука гадюки (Viperhand), 1990
- Крылатый дракон (Feathered Dragon), 1991

## Элейн Каннингем
Песни и мечи (Songs & Swords)
- Эльфийская тень (Elfshadow), 1991 [Эльфийская тень, Максима, 2005]
- Эльфийская песнь (Elfsong), 1994 [Эльфийская песнь, Максима, 2005]
- Серебряные тени (Silver Shadows), 1996 [Эльфийская месть, Максима, 2006]
- Терновый оплот (Thornhold), 1998 — переведено фанатами
- Сферы Грёз (The Dream Spheres), 1999 — переведено фанатами
- Восстановление (Reclamation), 2008 — книга отменена

Звездный свет и тени (Starlight & Shadows)
- Дочь дроу (Daughter of the Drow), 1995 [Дочь дроу, Максима, 2004]
- Переплетения паутины (Tangled Webs), 2003 [Паутина, Максима, 2005]
- Ветроход (WindWalker), 2003 [Крылья ворона, Максима, 2006]

Советники и короли (Counselors & Kings)
- Маг-гончая (The Magehound), 2000 — переведено фанатами
- Водоспуск (The Floodgate), 2001 — переведено фанатами
- Война Волшебников (The Wizardwar), 2002 — переведено фанатами

## Эд Гринвуд
Сага о Шандрил (Shandril’s Saga)
- Огонь заклинаний (Spellfure), 1988
- Корона Огня (Crown of Fire), 1994
- Рука Огня (Hand of Fire), 2002

Сага об Эльминстере (The Elminster Series)
- Эльминстер: Рождение мага (Elminster: The Making of a Mage), 1994 — переведено «Максимой»
- Эльминстер в Миф Дранноре (Elminster In Myth Drannor), 1997 — переведено «Максимой»
- Искушение Эльминстера (The Temptation of Elminster), 1998 — переведено фанатами
- Эльминстер в аду (Elminster In Hell), 2001 — переведено фанатами
- Дочь Эльминстера (Elminster`s Daughter), 2004  — переведено фанатами

Тень аватаров (Shadow of the Avatar)
- Тень рока (Shadows of Doom), 1995
- Плащ теней (Cloak of Shadows), 1995
- Все тени прочь (All Shadows Fled), 1995

Рыцари Миф Драннора (The Knights of Myth Drannor)
- Мечи Вечерней Звезды (Swords of Eveningstar), 2006
- Мечи Драконьего Огня (Swords of Dragonfire), 2007
- Меч никогда не спит (The Sword Never Sleeps), 2008

Мудрец Долины Теней (The Sage of Shadowdale)
- Эльминстер Должен умереть! (Elminster Must Die!), 2010 — переведено фанатами
- Похороните Эльминстера Поглубже (Bury Elminster Deep), 2011 — переведено фанатами
- Эльминстер в ярости (Elminster Enraged), 2012 — переведено фанатами

## Лиза Смедман
Кающаяся Леди (The Lady Penitent)
- Жертва Вдовы (Sacrifice of the Widow), 2007 — переведено «FANтастикой» (2011).
- Атака Мертвецов (Storm of the Dead), 2007 — переведено «FANтастикой» (2011).
- Господство Выживших (Ascendancy if the Last), 2008 — переведено фанатами

Дом Змей (House of Serpents)
- Вкус яда (Venom’s Taste), 2004 — переведено фанатами
- Поцелуй гадюки (Viper’s Kiss), 2005 — переведено фанатами
- Отродье идола (Vanity’s Brood), 2006 — переведено фанатами

## Ричард Ли Байерс
Год безумных драконов (The Year of Rogue Dragons)
- Ярость (The Rage, 2004) — переведено «Максимой»
- Ритуал (The Rite, 2005) — переведено «Максимой»
- Руины (The Ruin, 2006) — переведено фанатами

Проклятые земли (The Haunted Lands)
- Нечистый (Unclean), 2007 — переведено фанатами
- Нежить (Undead), 2008 — переводится фанатами
- Нечестивый (Unholy), 2009 — переведено фанатами

Братство Грифона (Brotherhood of the Griffon) — продолжение проклятых земель (The Haunted Lands)
- Скованный огонь (The Captive Flame), 2010 — переведено фанатами
- Шепот Яда (Whisper of Venom), 2010 — переведено фанатами
- Призрачная вспышка (The Spectral Blaze), 2011 — переведено фанатами
- Ведьмы в масках (The Masked Witches), 2012 — переведено фанатами
- Пророк мёртвых (Prophet of the Dead), 2013 — переведено фанатами

## Пол Кемп
Эревис Кейл (Erevis Cale)
- Сумерки Сгущаются (Twilight Falling), 2003 — переведено «FANтастикой»
- Рассвет Ночи (Dawn of Night), 2004 — переведено «FANтастикой»
- Маска Полуночи (Midnight’s Mask), 2005 — переведено фанатами

Сумеречная Война (The Twilight War)
- Порождение Тени (Shadowbred), 2006 — переведено фанатами
- Буря Теней (Shadowstorm), 2007 — переведено фанатами
- Царство Теней (Shadowrealm), 2008 — переведено фанатами

## Брюс Корделл
Господство Аболетов (Abolethic Sovereignty)
- Чума заклинаний (Plague of Spells), 2008 — переведено фанатами
- Город мучений (City of Torment), 2009 — переведено фанатами
- Ключ звёзд (Key of Stars), 2010 — переводится в данный момент фанатами

## Томас Рейд
Небесные скитания (The Empyrean Odyssey)
- Прозрачная Равнина (The Gossamer Plain), 2007 — переведено фанатами
- Расколотые Небеса (The Fractured Sky), 2008 — переведено фанатами
- Хрустальная Гора (The Crystal Mountain), 2009 — переведено фанатами

Наследники Аррабара (The Scions of Arrabar)
- Сапфировый полумесяц (The Sapphire Crescent), 2003
- Рубиновый страж (The Ruby Guardian), 2004
- Изумрудный Скипетр (The Emerald Scepter), 2005

## Эрин М. Эванс
Ангелы из Ада (The Brimstone Angels Series)
- Ангелы из ада (Brimstone Angels), 2011 — переведено фанатами
- Ангелы из Ада: меньшее зло (Brimstone Angels: Lesser Evils), 2012 — переведено фанатами
- Огонь в крови (Fire in the Blood), 2014 — переводится в данный момент фанатами
- Пепел тирана (Ashes of the Tyrant), 2015 — переводится в данный момент фанатами
- Дьявол, которого ты знаешь (The Devil You Know), 2016 — переводится в данный момент фанатами

## Межавторские циклы и антологии
Аватары (Avatar)
- Долина Теней (Shadowdale), 1989 — Скотт Чинчин — переведено «Максимой»
- Тантрас (Tantras), 1989 — Скотт Чинчин — переведено «Максимой»
- Глубоководье (Waterdeep), 1989 — Трой Деннинг — переведено «Максимой»
- Принц лжи (Prince of Lies), 1993 — Джеймс Лоудер — переведено «Максимой»
- Испытание Кайрика Безумного (Crucible: The Trial of Cyric The Mad) «Безумный Бог», 1998 — Трой Деннинг — переведено «Максимой»

Сембия (Sembia)
- Залы Штормового Предела: Роман в Семи Частях (The Halls of Stormweather: A Novel in Seven Parts), — Джеймс Лоудер, 2000, переиздание 2007  — переведено фанатами. Книга состоит из:
  - The Burning Chalice, 2000 — Эд Гринвуд
  - Song of Chaos — Ричард Ли Байерс
  - Night School — Клейтон Эмери
  - The Price — Вороника Уитни-Робинсон
  - Thirty Days — Дэйв Гросс
  - Resurrection — Пол Кемп
  - Skin Deep — Лиза Смедман

- Свидетель тени (Shadow`s Witness), 2000, переиздание 2007 — Пол Кемп — переведено фанатами
- Разбитая маска (The Shattered Mask) — Ричард Ли Байерс
- Чёрный Волк (Black Wolf) — Дэйв Гросс
- Наследники Пророчества (Heirs of Prophecy) — Лиза Смедман
- Пески Души (Sands of the Soul) — Вороника Уитни-Робинсон
- Лорд штормового передела (Lord of Stormweather), 2003, переиздание 2008 — Дэйв Гросс

Врата Балдура (Baldur`s Gate)
- Врата Балдура (Baldur`s Gate) — Филип Этанс — переведено фанатами
- Врата Балдура II — Тени Амна (Baldur`s Gate II — Shadows of Amn) — Филип Этанс — переведено фанатами
- Врата Балдура II — Трон Баала (Baldur`s Gate II — Throne of Bhaal) — Дэйв Гросс

Сага о Двойном Алмазном Треугольнике (Double Diamond Triangle Saga)
- Похищение (The Abduction), 1998 — Дж. Роберт Кинг
- Паладины (The Paladins), 1998 — Джеймс М. Уорд и Дэвид Вайз
- Наемники (The Mercenaries), 1998 — Эд Гринвуд
- Поручение Милосердия (Errand of Mercy), 1998 — Роджер Мур
- Возможность для заработка (An Opportunity for Profit), 1998 — Дэйв Гросс
- Заговор (Conspiracy), 1998 — Дж. Роберт Кинг
- Неудобные союзы (Uneasy Alliances), 1998 — Дэвид Кук и Питер Арчер
- Легкие предательства (Easy Betrayals), 1998 — Ричард Бейкер
- Алмаз (The Diamond), 1998 — Эд Гринвуд и Дж. Роберт Кинг

Война Паучьей Королевы (War of the Spider Queen)
- Отречение (Dissolution), 2002 — Ричард Ли Байерс — переведено «Максимой»
- Мятеж (Insurrection), 2002 — Томас Рейд — переведено «Максимой»
- Приговор (Condemnation), 2003 — Ричард Бэйкер — переведено «Максимой»
- Угасание (Extinction), 2004 — Лиза Смедман — переведено «Максимой»
- Уничтожение (Annihilation), 2004 — Филип Этанс — переведено «Максимой»
- Возвращение (Ressurection), 2005 — Пол Кемп — переведено «Максимой»

Империи (The Empires Trilogy)
- Лорды Орды (Horselords) — Дэвид Кук
- Стена Дракона (Dragonwall) — Трой Деннинг
- Крестовый Поход (Crusade) — Джеймс Лоудер

Сага о Кормире (The Cormyr Saga)
- Кормир (Cormyr: A Novel), 1996 — Эд Гринвуд, Джефф Грабб — переведено фанатами
- По ту сторону тракта (Beyond the High Road), 1999 — Трой Деннинг — переведено фанатами
- Смерть Дракона (Death of the Dragon), 2000 — Эд Гринвуд, Джеймс Лоудер — переведено фанатами

Дебри (The Wilds)
- Край Хаоса (The Edge of Chaos) — Жак Коке
- Беспокойный берег (The Restless Shore) — Джеймс Дэвис
- Гнев Синей леди (Wrath of the Blue Lady) — Мел Одом
- Корона Фангеда (The Fanged Crown) — Дженна Хелланд

Города (The Cities)
- Город Воронов (The City of Ravens) — Ричард Бейкер — переведено фанатами
- Храмовый холм (Temple Hill) — Дрю Карпишин
- Сокровище Турмиша (The Jewel of Turmish) — Мел Одом
- Глубоководье (Waterdeep) — Эд Гринвуд, Элейн Каннингем

Цитадели (The Citadels)
- Sentinelspire (Шпиль стража) — Мел Одом
- The Shield of Weeping Ghosts (Щит плачущих призраков) — Джеймс Дэвис
- Obsidian Ridge (Обсидиановый Хребет) — Джесс Лебоу
- Neversfall (Падение Невера) — Эд Гентри

Подземелья (The Dungeons)
- Склеп Стонущего Алмаза (Crypt of the Moaning Diamond)
- Глубинные Звезды (Stardeep)
- Подземный вой (The Howling Delve)
- Глубины Безумия (Depths of Madness)

Волшебники (The Wizards)
- Чёрный Посох (Blackstaff) — Стивен Шенд  — переведено фанатами
- Кровавая Прогулка (Bloodwalk) — Джеймс Дэвис
- Тёмное Видение (Darkvision) — Брюс Корделл
- Обледенение (Frostfell) — Марк Сехестед

Жрецы (Priests)
- Леди Яда (Lady of Poison), 2004 — Брюс Корделл
- Хозяйка Ночи (Mistress of Night) — Дэйв Гросс
- Дева Боли (Maiden of Pain) — Дэйв Гросс
- Королева Глубин (Queen of the Depths) — Виктория Робинсон

Воины (Fighters)
- Мастер Цепей (Master of Chains), 2005 — Джесс Лебоу
- Призрачный путник (Ghostwalker), 2005 — Эрик Скотт де Би — переведено фанатами
- Сын Грома (Son of Thunder), 2006 — Мюррей Дж. Д. Лидэр
- Певец Клинка (Bladesinger), 2006 — Кейт Фрэнсис Стром

Плуты (Rogues)
- Алебастровый посох (The Alabaster Staff) — Эдвард Болм
- Черный букет (The Black Bouquet) — Ричард Ли Байерс
- Багровое золото (The Crimson Gold) — Вороника Уитни-Робинсон
- Желтый Шелк (The Yellow Silk) — Дон Бэссингтвэйт

Благородные (The Nobles)
- Король с улицы (King Pinch) — Дэвид Кук
- Война в Тетире (War in Tethir) — Виктор Милан
- Спасение из-под горы (Escape from Undermountain) — Марк Энтони
- Маг в Железной Маске (Mage in the Iron Mask) — Брайан Томсен
- Совет Клинков (The Council of Blades) — Пол Кидд
- Подарок Симбул (The Simbul’s Gift) — Линн Эбби

Герои Флана (The Heroes of Phlan)
- Пруд Сияния (Pool of Radiance) — Джеймс Вард, Джейн Купер Хонг
- Пруд Тьмы (Pool of Darkness) — Джеймс Вард, Анна Браун
- Пруд Сумерек (Pool of Twilight) — Джеймс Вард, Анна Браун
- Пруд Сияния 2 (Pool of Radiance II) — Кэрри Бэбрис

Забытые Империи (The Lost Empires)
- Забытая Библиотека Кормантира (The Lost Library of Cormanthyr) — Мел Одом
- Лики Обмана (Faces Of Deception) — Трой Деннинг
- Звезда Курсраха (Star of Cursrah) — Клайтон Эмери
- Незерский Свиток (The Nether Scroll) — Линн Эбби

Тайны (Mysteries)
- Убийство в Кормире (Murder in Cormyr) — Чет Уилльямсон — переведено фанатами
- Убийство в Тарсисе (Murder in Tarsis) — Джон Мэддокс Робертс — относится к сеттингу «DragonLance», переведена издательством Азбука-Классика
- Убийство в Халруаа (Murder in Halruaa) — Ричард С. Мейерс

Арфисты (The Harpers)
- Высохшее Море (The Parched Sea), 1991 — Трой Деннинг
- Красная Магия (Red Magic), 1991 — Джейн Рейб
- Ночное Шествие (The Night Parade), 1992 — Скотт Чинчин  — переводится в данный момент фанатами
- Кольцо Зимы (The Ring of Winter), 1992 — Джеймс Лоудер
- Усыпальница Короля Теней (Crypt of the Shadowking), 1993 — Марк Энтони
- Солдаты Льда (Soldiers of Ice), 1993 — Дэвид Кук
- Маскарады (Masquerades), 1995 — Кейт Новак и Джефф Грабб — Продолжение трилогии «Путеводный Камень»
- Проклятие Мага Теней (Curse of the Shadowmage), 1995 — Марк Энтони
- Замаскированный Дракон (The Veiled Dragon), 1996 — Трой Деннинг
- Вспышка Молнии (Stormlight), 1996 — Эд Гринвуд

Раскол (The Sundering)
- Компаньоны (Companions), 2013 — Роберт Сальваторе [переведено «Фантастика Книжный Клуб» в 2015]
- Богорождённый (Godborn), 2013 — Пол С. Кемп — переведено фанатами
- Враг (Adversary), 2013 — Эрин Эванс — переводится в данный момент фанатами
- Разбойник (Reaver), 2014 — Ричард Ли Байерс
- Страж (Sentinel), 2014 — Трой Деннинг
- Вестник (Herald), 2014 — Эд Гринвуд  — переведено фанатами